# Institutul Național de Sănătate Mintală
Institutul Național de Sănătate Mintală (National Institute of Mental Health; NIMH) este unul dintre cele 27 de institute și centre care alcătuiesc National Institutes of Health⁠(d) (NIH). NIH, la rândul său, este o agenție a Departamentului de Sănătate și Servicii Umane al Statelor Unite⁠(d) și este principala agenție a guvernului Statelor Unite responsabilă de cercetarea biomedicală și în domeniul sănătății.
NIMH este cea mai mare organizație de cercetare din lume specializată în boli mintale. Shelli Avenevoli⁠(d) este actualul director interimar al NIMH. Institutul a fost autorizat pentru prima dată de guvernul SUA în 1946, când președintele de atunci Harry Truman a semnat legea National Mental Health Act⁠(d), deși institutul nu a fost înființat oficial până în 1949.
NIMH este o întreprindere în valoare de 1,5 miliarde de dolari, care sprijină cercetarea în domeniul sănătății mintale⁠(d) prin subvenții acordate cercetătorilor din instituții și organizații din Statele Unite și prin propriul efort intern de cercetare (intramural). Declarația de misiune a NIMH este „să transforme înțelegerea și tratamentul bolilor mintale prin cercetare fundamentală și clinică, deschizând calea către prevenire, recuperare și vindecare.”
Pentru a îndeplini această misiune, NIMH „trebuie să încurajeze gândirea inovatoare și să se asigure că o gamă completă de perspective științifice noi sunt utilizate pentru a continua descoperirea în știința în evoluție a creierului, comportamentului și experienței. În acest fel, descoperirile științifice pot deveni descoperiri pentru toate persoanele cu boli mintale."

## Priorități de cercetare
NIMH a identificat patru obiective strategice generale pentru sine:
- Promovarea descoperirii în științele creierului și comportamentului pentru a alimenta cercetarea asupra cauzelor tulburărilor mintale;
- cartografierea traiectoriilor bolilor mintale pentru a determina când, unde și cum să se intervină;
- dezvoltarea unor intervenții noi și mai bune care să includă nevoile și circumstanțele diverse ale persoanelor cu boli mintale;
- Consolidarea impactului cercetării susținute de NIMH asupra sănătății publice;[6]

## Istoric

### Istoric organizațional
NIMH a trecut printr-o serie de schimbări de nume și aranjamente organizaționale cu în Serviciul de Sănătate Publică al Statelor Unite (PHS) de-a lungul istoriei sale:
- PHS Narcotics Division (1929-30) (A nu se confunda cu Bureau of Prohibition⁠(d) Narcotics Division)
- PHS Division of Mental Hygiene (1930-43)
- Divizia de igienă mintală, în cadrul Biroul de servicii medicale al PHS (1943-49)
- Institutul Național de Sănătate Mintală (NIMH), unul dintre Institutele Naționale de Sănătate (NIH, 1949-67)
- NIMH ca o divizie independentă a PHS (1967-68)
- NIMH, în cadrul Administrației serviciilor de sănătate și sănătate mintală (1968-73)
- NIMH, în cadrul NIH (1973)
- NIMH, în cadrul Alcohol, Drug Abuse, and Mental Health Administration⁠(d) (1973-1992)
- NIMH, în cadrul NIH (1992-prezent)

În 1992, când Administrația pentru alcool, abuz de droguri și sănătate mintală a fost desființată, NIMH a fost transferat la NIH, păstrându-și funcțiile de cercetare, în timp ce serviciile de tratament au fost transferate la noua Substance Abuse and Mental Health Services Administration⁠(d).

### Epoca prohibiției
În Epoca prohibiției, Divizia Narcotice a Biroului de Sănătate Publică a fost responsabilă de pacienții internați în „fermele de narcotice” care au fost un rezultat al Legea fermelor de narcotice din 1929. În mod confuz, Biroul Prohibiției, care făcea parte, de asemenea, din Trezorerie, avea în structura sa organizațională o Divizie de Narcotice al cărei comisar adjunct era Levi G. Nutt⁠(d), un susținător al internării forțate a dependenților în fermele de narcotice.

### Funcții
Sănătatea mintală a fost în mod tradițional o responsabilitate a statului, dar după cel de-al Doilea Război Mondial a existat un lobby crescut pentru o inițiativă federal (națională). Încercările de a crea un Institut Național de Neuropsihiatrie au eșuat. Robert H. Felix⁠(d), pe atunci șeful Division of Mental Hygiene, a orchestrat o mișcare pentru a include politica în domeniul sănătății mintale ca parte integrantă a politicii biomedicale federale. Au fost organizate audieri ale subcomisiilor Congresului, iar Legea națională privind sănătatea mintală a fost promulgată în 1946. Aceasta urmărea să sprijine cercetarea, prevenirea și tratamentul bolilor psihiatrice și a solicitat înființarea unui Consiliu consultativ național pentru sănătate mintală (NAMHC) și a unui Institut național pentru sănătate mintală. La 15 aprilie 1949, NIMH a fost înființat oficial, cu Felix ca director. Finanțarea pentru NIMH a crescut lent și apoi, de la mijlocul anilor 1950, dramatic. Institutul și-a asumat un rol extrem de influent în modelarea politicilor, cercetării și comunicării cu publicul, legitimând importanța noilor progrese în știința biomedicală, serviciile psihiatrice și psihologice și politicile de sănătate mintală bazate pe comunitate.
În 1955, Legea privind studiul sănătății mintale a solicitat „o analiză și o reevaluare obiectivă, completă, la nivel național, a problemelor umane și economice ale sănătății mintale.” Comisia mixtă privind bolile mintale și sănătatea care a rezultat a pregătit un raport, „Acțiune pentru sănătatea mintală”, care a dus la înființarea unui comitet interinstituțional la nivel de cabinet pentru a examina recomandările și a determina un răspuns federal adecvat.
În 1963, Congresul SUA a adoptat Mental Retardation Facilities and Community Mental Health Centers Construction Act⁠(d), începând o nouă eră în sprijinul federal pentru serviciile de sănătate mintală. NIMH și-a asumat responsabilitatea de a monitoriza programele centrelor comunitare de sănătate mintală (CMHC) ale națiunii.
La mijlocul anilor '60, NIMH a lansat o campanie privind problemele speciale de sănătate mintală. O parte din aceasta a fost un răspuns la promisiunea președintelui Lyndon Johnson de a aplica cercetarea științifică la problemele sociale. Institutul a înființat centre de cercetare privind schizofrenia, sănătatea mintală a copilului și a familiei, sinuciderea, precum și criminalitatea și delincvența, problemele de sănătate mintală ale grupurilor minoritare, problemele urbane și, mai târziu, violul, îmbătrânirea și asistența tehnică pentru victimele dezastrelor naturale.
Abuzul de alcool și alcoolismul nu au fost recunoscute pe deplin ca o problemă majoră de sănătate publică până la mijlocul anilor 1960, când a fost înființat Centrul Național pentru Prevenirea și Controlul Alcoolismului ca parte a NIMH; un program de cercetare privind abuzul de droguri a fost inaugurat în cadrul NIMH prin înființarea Centrului pentru Studii privind Abuzul de Narcotice și Droguri.
În 1967, NIMH s-a separat de NIH și a primit statutul de birou în cadrul PHS⁠(d). Cu toate acestea, programul de cercetare intramural al NIMH, care a efectuat studii în Centrul Clinic NIH și în alte facilități NIH, a rămas la NIH în temeiul unui acord de administrare comună între NIH și NIMH. Secretar al Sănătății, Educației și Protecției Sociale John W. Gardner⁠(d) a transferat St. Elizabeths Hospital⁠(d), singurul spital psihiatric civil al guvernului federal, la NIMH.
În 1968, NIMH a devenit o componentă a Health Services and Mental Health Administration⁠(d) (HSMHA) a PHS.
În 1970, Comprehensive Alcohol Abuse and Alcoholism Prevention, Treatment, and Rehabilitation Act (P.L. 91-616) a înființat National Institute of Alcohol Abuse and Alcoholism în cadrul NIMH.
În 1972, Drug Abuse Office and Treatment Act a înființat un Institut Național pentru Abuzul de Droguri în cadrul NIMH.
În 1973, NIMH a trecut printr-o serie de schimbări organizaționale. Institutul s-a alăturat temporar NIH la 1 iulie, odată cu desființarea HSMHA. Apoi, secretarul DHEW a înființat administrativ Administrația pentru alcool, abuzul de droguri și sănătate mintală (ADAMHA) - compusă din Institutul Național pentru Abuzul de Alcool și Alcoolism, Institutul Național pentru Abuzul de Droguri și NIMH - ca organizație succesoare a HSMHA. ADAMHA a fost înființată oficial în 1974.
În 1977, President's Commission on Mental Health⁠(d) a analizat nevoile de sănătate mintală ale națiunii și pentru a face recomandări președintelui cu privire la cel mai bun mod de a răspunde acestor nevoi în 1978. În august 1977, The Washington Post a relatat că directorii superiori de la NIMH erau probabil conștienți de participarea secretă a institutului la experimentele MKUltra ale Central Intelligence Agency, administrând LSD prizonierilor federali din Lexington, Kentucky.
În 1980 a fost lansat studiul Epidemiologic Catchment Area (ECA), un efort de cercetare fără precedent care a presupus interviuri cu un eșantion reprezentativ la nivel național de 20.000 de americani. Interviurile pe teren și primul val de analize au fost finalizate în 1985. Datele de la ECA au oferit o imagine a ratelor de tulburări mintale și de dependență și a utilizării serviciilor.
A fost adoptată Legea privind sistemele de sănătate mintală din 1980 - bazată pe recomandările Comisiei președintelui privind sănătatea mintală și menită să ofere servicii îmbunătățite pentru persoanele cu tulburări mintale. NIMH a participat la elaborarea Planului național pentru bolnavii mintal cronici, un efort de amploare pentru îmbunătățirea serviciilor și ajustarea diverselor programe federale pentru persoanele cu tulburări mintale grave și persistente.
În 1987, controlul administrativ al spitalului St. Elizabeth a fost transferat de la NIMH la districtul Columbia. NIMH a păstrat facilități de cercetare pe terenul spitalului. Centrul de Neuroștiințe NIMH și Spitalul de Cercetare Neuropsihiatrică NIMH, situate pe terenul Spitalului St. Elizabeth, au fost inaugurate în 1989.
În 1992, Congresul a adoptat ADAMHA Reorganization Act, prin care ADAMHA a fost desființat. Componentele de cercetare ale NIAAA, NIDA și NIMH au revenit la NIH, în timp ce componentele de servicii ale fiecărui institut au devenit parte a unei noi agenții PHS, Substance Abuse and Mental Health Services Administration⁠(d) (SAMHSA). Revenirea la NIH și pierderea funcțiilor de servicii de către SAMHSA a necesitat o realiniere a organizării administrative a programului extramural al NIMH. Au fost create noi birouri pentru cercetarea privind prevenirea, populațiile speciale, sănătatea mintală rurală și SIDA.
În 1994, House Appropriations Committee a dispus ca directorul NIH să efectueze o analiză a rolului, dimensiunii și costurilor tuturor programelor de cercetare intramurale (IRP) ale NIH. NIMH și National Advisory Mental Health Council (NAMHC) au inițiat un studiu major al programului de cercetare intramural al NIMH. Comitetul de planificare a recomandat continuarea investițiilor în IRP și a recomandat schimbări administrative specifice; multe dintre acestea au fost puse în aplicare la publicarea raportului final al comitetului; alte schimbări - de exemplu, stabilirea unui nou program major privind tulburările de dispoziție și anxietate - au fost introduse în anii care au urmat.
În 1996, NIMH, împreună cu NAMHC, a inițiat revizuiri sistematice ale unui număr de domenii din portofoliul său de cercetare, inclusiv genetica tulburărilor mintale; epidemiologie și servicii pentru populațiile de copii și adolescenți; cercetare în domeniul prevenirii; tratament clinic și servicii de cercetare. La cererea directorului Institutului Național pentru Sănătate Mintală, Consiliul NAMH a înființat grupuri programatice în fiecare dintre aceste domenii. NIMH (Institutul Național de Sănătate Mintală) a continuat să pună în aplicare recomandările emise de aceste grupuri de lucru.
În 1997, NIMH și-a realiniat structura organizațională extramurală pentru a valorifica noile tehnologii și abordări ale științei de bază și clinice, precum și schimbările care au avut loc în sistemele de furnizare a asistenței medicale, păstrând în același timp concentrarea institutului asupra bolilor mintale. Noua organizare extramurală a rezultat în trei divizii de cercetare: Cercetarea neurologică de bază și clinică; Cercetarea serviciilor și intervenției; și Tulburările mintale, cercetarea comportamentală și SIDA.
Între 1997 și 1999, NIMH a reorientat resursele de dezvoltare a carierei pe carierele timpurii și a adăugat noi mecanisme pentru cercetarea clinică. De asemenea, a lansat inițiative de mentorat și a extins finanțarea pentru cercetătorii aflați la începutul carierei, promovând o diversitate de profesioniști din domeniul sănătății mintale.
În 1999, Centrul de Neuroștiințe/ Spitalul de Cercetare Neuropsihiatrică al NIMH a fost mutat de la Spitalul St. Elizabeth din Washington, D.C., la Campusul NIH din Bethesda, Maryland, ca răspuns la recomandările revizuirii din 1996 a Programului de Cercetare Intramural al NIMH (Institutul Național de Sănătate Mintală) de către Comitetul de Planificare IRP.
Prima Conferință a Casei Albe privind sănătatea mintală, desfășurată la 7 iunie, la Washington, D.C., a reunit lideri naționali, personal științific și clinic din domeniul sănătății mintale, pacienți și consumatori pentru a discuta nevoile și oportunitățile. Institutul Național pentru Sănătate Mintală a elaborat materiale și a contribuit la organizarea conferinței.
Chirurgul general David Satcher⁠(d) a lansat, în iulie, The Surgeon General's Call To Action To Prevent Suicide și, în decembrie, primul Surgeon General's Report on Mental Health. NIMH, împreună cu alte agenții federale, a colaborat la pregătirea acestor două rapoarte de referință.
De la numirea lui Thomas R. Insel⁠(d) ca director al NIMH în 2002, institutul a suferit schimbări organizaționale pentru a răspunde mai bine nevoilor de cercetare în domeniul sănătății mintale (extinderea de la trei divizii extramurale la cinci divizii, cele două noi divizii concentrându-se pe cercetarea translațională pentru adulți și copii). NIMH a trecut, de asemenea, prin mai mulți ani de controverse cauzate de conflicte de interese și încălcări ale eticii de către unii dintre cercetătorii săi intramurali. Această situație a pus în lumină un domeniu care a afectat întregul NIH și a dus la norme mai stricte privind conflictul de interese pentru întregul NIH. Recent, interesul Congresului s-a îndreptat către etica și conflictul de interese cu privire la investigatorii externi care primesc sprijin din partea NIMH sau a altor NIH. Legislația federală actuală are responsabilitatea gestionării și monitorizării conflictelor de interese pentru cercetătorii externi cu instituțiile/organizațiile lor de origine. NIH a reacționat la aceste noi preocupări prin inițierea unui proces formal de solicitare a contribuției și a sfaturilor publicului, care va duce probabil la o modificare a normelor de monitorizare și gestionare a conflictelor de interese pentru investigatorii care beneficiază de sprijin extern. În cele din urmă, ultimul deceniu a fost, de asemenea, marcat de descoperiri și eforturi științifice interesante în cercetarea bolilor mintale, deoarece noile progrese genetice și metodologiile de bioimagistică au sporit înțelegerea bolilor mintale. Două consecințe notabile ale acestor progrese sunt colaborarea institutului cu Departamentul Armatei pentru a lansa studiul STARRS (Study To Assess Risk and Resilience in Service Members), un efort de tip Framingham programat să dureze până în 2014 și efortul Research Domain Criteria (RDoC), care urmărește să definească dimensiunile de bază ale funcționării (cum ar fi circuitele fricii sau memoria de lucru) pentru a fi studiate la mai multe niveluri de analiză, de la gene la circuite neuronale și comportamente, depășind tulburările definite în mod tradițional.
Biblioteca Națională de Medicină din Bethesda, Maryland deține o colecție de interviuri realizate de Dr. Eli A. Rubenstein între 1975 și 1978 cu directori și persoane semnificative pentru înființarea și istoria inițială a institutului.

## Cercetători cunoscuți
În 1970, Julius Axelrod, cercetător la NIMH, a câștigat Premiul Nobel pentru Fiziologie sau Medicină pentru cercetări în domeniul chimiei transmiterii nervoase pentru „descoperiri privind transmițătorii umorali din terminalele nervoase și mecanismele de stocare, eliberare și inactivare a acestora”. El a descoperit o enzimă care pune capăt acțiunii transmițătorului nervos noradrenalină în sinapsă și care a servit, de asemenea, ca țintă critică a multor medicamente antidepresive.
În anii 1960 și 1970, John B. Calhoun⁠(d), etolog și cercetător în domeniul comportamentului, a studiat densitatea populației și efectele acesteia asupra comportamentului în centrul NIMH din Maryland. Mai târziu, munca sa a devenit renumită după mai multe publicații, inclusiv articole în Scientific American și o poveste foarte cunoscută „Universul 25” care prezicea un viitor distopic bazat pe experimente cu rozătoare într-un mediu suprapopulat.
În 1984, Norman E. Rosenthal⁠(d), psihiatru și cercetător NIMH, a fost pionierul tulburării afective sezoniere, a inventat termenul SAD și a început să studieze utilizarea terapia cu lumină ca tratament. A primit premiul Fundației Anna Monika pentru cercetările sale privind depresia sezonieră.
Louis Sokoloff⁠(d), cercetător la NIMH, a primit premiul Albert Łasker în cercetare medicală clinică pentru dezvoltarea unei noi metode de măsurare a funcției creierului care a contribuit la înțelegerea de bază și diagnosticarea bolilor creierului. Roger Sperry⁠(d), beneficiar al unei burse de cercetare NIMH, a primit Premiul Nobel pentru Medicină sau Fiziologie pentru descoperirile privind specializarea funcțională a emisferelor cerebrale sau a creierului „stâng” și „drept”.
Eric Kandel⁠(d) și Paul Greengard⁠(d), care au beneficiat de sprijinul NIMH timp de peste trei decenii, au împărțit Premiul Nobel pentru Fiziologie sau Medicină cu suedezul Arvid Carlsson⁠(d). Kandel a primit premiul pentru cercetările sale elucidatoare privind modificarea funcțională a sinapselor din creier. Utilizând inițial melcul de mare ca model experimental, dar lucrând ulterior cu șoareci, el a stabilit că formarea amintirilor este o consecință a modificărilor pe termen scurt și lung ale biochimiei celulelor nervoase. Greengard a fost recunoscut pentru descoperirea sa că dopamina și o serie de alți transmițători pot modifica starea funcțională a proteinelor neuronale și, de asemenea, că astfel de modificări pot fi inversate de semnale ulterioare de mediu.
Nancy Andreasen⁠(d), psihiatru și beneficiară de lungă durată a unei subvenții NIMH, a primit Medalia Națională pentru Știință pentru munca sa inovatoare în domeniul schizofreniei și pentru îmbinarea științei comportamentale cu neuroștiință și neuroimagistică. Premiul prezidențial este unul dintre cele mai înalte premii naționale în domeniul științei.
Aaron Beck⁠(d), psihiatru, a primit în 2006 Premiul Albert Lasker pentru cercetare medicală clinică. Deseori numite „Nobele ale Americii”, premiile Lasker sunt cele mai distinse distincții naționale pentru contribuții remarcabile la cercetarea medicală fundamentală și clinică. Beck a dezvoltat terapia cognitivă - o formă de psihoterapie care a transformat înțelegerea și tratamentul multor afecțiuni psihiatrice, inclusiv depresia, comportamentul suicidar, anxietatea generalizată, atacurile de panică și tulburările alimentare.
În 2010, Mortimer Mishkin⁠(d) a fost distins cu Medalia Națională a Științei. Mishkin este șeful Secției de Neuroștiințe Cognitive a NIMH și șeful interimar al Laboratorului de Neuropsihologie al acestuia. El este primul om de știință din cadrul NIMH care primește această medalie. Datorită, în parte, lucrărilor conduse de Mishkin, știința înțelege în prezent multe despre căile vizuale, auditive și tactile și despre modul în care aceste fluxuri de procesare se conectează cu structurile cerebrale importante pentru memorie.

## Directori
Foști directori din 1949 până în prezent
| Portret | Nume                          | Ani de serviciu |
| ------- | ----------------------------- | --------------- |
|         | Robert H. Felix⁠(d)            | 1949-1964       |
|         | Stanley F. Yolles⁠(d)          | 1964-1970       |
|         | Bertram S. Brown⁠(d)           | 1970-1977       |
|         | Herb Pardes⁠(d)                | 1977-1984       |
|         | Shervert H. Frazier           | 1984-1986       |
|         | Lewis L. Judd⁠(d)              | 1988-1990       |
|         | Alan I. Leshner⁠(d) (actor)    | 1990-1992       |
|         | Frederick K. Goodwin⁠(d)       | 1992-1994       |
|         | Rex William Cowdry⁠(d) (actor) | 1994-1996       |
|         | Steven Hyman⁠(d)               | 1996-2001       |
|         | Richard K. Nakamura (actor)   | 2001-2002       |
|         | Thomas R. Insel⁠(d)            | 2002 - 2015     |
|         | Bruce Cuthbert (actor)        | 2015 - 2016     |
|         | Joshua A. Gordon⁠(d)           | 2016 - 2024     |
|         | Shelli Avenevoli⁠(d) (actriță) | 2024 - prezent  |

## În cultura populară
Experimentele lui Calhoun privind dinamica populației de șoareci și șobolani l-au inspirat pe romancierul Robert C. O'Brien să scrie Mrs. Frisby and the Rats of NIMH⁠(d), o carte pentru copii din 1971 despre șobolanii de laborator care evadează din institut și dezvoltă o societate alfabetizată și tehnologizată. Cartea a fost adaptată pentru film în 1982 sub titlul The Secret of NIMH⁠(d).